# Krzysztof Penderecki
Krzysztof Eugeniusz Penderecki (ˈkʂɨʂtɔf pɛndɛˈrɛt͡skʲi), né le 23 novembre 1933 à Dębica (Pologne) et mort le 29 mars 2020 à Cracovie (Pologne), est un compositeur et chef d'orchestre polonais d'origine arméno-polonaise

## Biographie

### Jeunesse et formation
Krzysztof Penderecki a été élevé dans une famille multiculturelle, avec un grand-père allemand et une grand-mère arménienne, à la musicalité prononcée. Son père, Tadeusz Penderecki, un avocat et son grand-père, Robert Berger, peintre talentueux et directeur d'une banque, étaient tous deux musiciens. Son père était un violoniste amateur et jouait également du piano. Sa mère, Zofia Wittgenstein était d'origine arménienne par la branche maternelle.
Il a d'abord appris à jouer du piano, puis du violon. Il composa ses premières œuvres à l'âge de 8 ans. Le manque d'études de violon provoqué par la guerre l'obligea, en compagnie de son professeur, à écrire ses exercices par lui-même et à s'entraîner sur ce support.

### Carrière
Krzysztof Penderecki a fait ses études au conservatoire de Cracovie avant d'y enseigner, puis d'en devenir le directeur en 1972. Il remporte en 1959 le premier prix du concours de composition de Varsovie. Au milieu des années 1970, Penderecki est devenu professeur à l'École de musique de Yale.
Il s'affirme d'emblée comme un grand compositeur de musique sérielle, ainsi qu'en témoignent ses premières compositions (Strophes, Anaklasis). Il a toutefois évolué par la suite vers une certaine forme de classicisme, ce qui conduit à distinguer dans son œuvre au moins deux périodes.
Dans les années 1960-1970, il utilise les instruments classiques comme des instruments à percussion sur un mode résolument atonal ou sériel, recourt en abondance aux glissandos ou aux clusters et travaille sur le chromatisme d'une manière audacieuse. Son œuvre est néanmoins empreinte, à partir de sa Passion selon saint Luc (1965-1966), d'une forte inspiration religieuse.
Dès la fin des années 1980, il donne à son travail une nouvelle orientation marquée tout à la fois par une simplification du langage musical et un retour à la tonalité classique, ainsi qu'en témoigne son imposant Requiem polonais. Il s'inscrit même, à travers son œuvre symphonique, dans la tradition romantique ou post-romantique.

### Divers
Sa musique a été utilisée au cinéma par des réalisateurs très différents comme : Wojciech Has (Le Manuscrit trouvé à Saragosse), William Friedkin (L'Exorciste), Stanley Kubrick (Shining), Andrzej Wajda (Katyń) ou Martin Scorsese (Shutter Island).
Il a par ailleurs été une grande source d'inspiration pour de nombreux compositeurs de musique contemporaine et/ou électronique (dont SebastiAn, notamment pour son titre Threnody).

### Vie privée et famille
En plus de la musique, Krzysztof Penderecki était un passionné de botanique. Il a créé son propre arboretum à Lusławice, en Pologne, qui est le plus grand du pays avec 18 000 espèces et aimait dire[réf. nécessaire] :

« ... Je cherche l'inspiration quand je me promène dans mon parc ou que je travaille dedans, et cela se transforme toujours en une expérience enrichissante quand il s'agit de composer. »

— Krzysztof Penderecki
Mari d'Elzbieta Solecka, avec laquelle il a eu deux enfants, plus un autre d'un précédent mariage avec Barbara Penderecka.[réf. nécessaire]

## Œuvres principales
Krzysztof Penderecki a composé environ 150 pièces.
- Strophen (1959)
- Anaklasis (en) (1959)
- Emanationen (1959)
- Quatuor à cordes no 1
- Thrène à la mémoire des victimes d'Hiroshima (1960)
- Fluorescences (1961)
- Fonogrammi (1961)
- Polymorphia (en) (1961)
- Drei Stücke im alten stil (1963)
- Capriccio pour hautbois et cordes
- Passion selon saint Luc (1965-1966)
- De natura sonoris no 1 (1966)
- Dies iræ (1967), en mémoire des victimes d'Auschwitz
- Concerto pour violoncelle et orchestre no 1 et 2 (1967-1972)
- Capriccio pour violon et orchestre (1967)
- Quatuor à cordes no 2
- Die Teufel von Loudun (Les Diables de Loudun), opéra (1969)
- Canticum canticorum Salomonis, pour chœur mixte à 16 voix et orchestre (1970-1973)
- Utrenja (1970-1971)
- De natura sonoris no 2 (1971)
- Partita pour clavecin, guitare électrique, guitare basse, contrebasse et orchestre (1971, révisé en 1991)
- Symphonie no 1 (1973)
- Le Rêve de Jacob (1974)
- Magnificat (1974)
- Paradis perdu, opéra
- Symphonie no 2 « Noël » (1980)
- Requiem polonais (1980-1993)
- Concerto pour violoncelle et orchestre no 2 (1982)
- Concerto pour alto et orchestre de chambre (1983), transcrit pour violoncelle et orchestre par Boris Pergamenchtchikov
- Die Schwarze Maske (Le Masque noir), opéra (1986)
- O Gloriosa Virginum  (2009), dédiée au maestro José Antonio Abreu
- Symphonie no 3 (1988-1995)
- Symphonie no 4 « Adagio » (1989)
- Symphonie no 5 « Coréenne » (1991-1992)
- Symphonie no 6, surnommée « Chinesische Lieder » / « Mélodies chinoises » — au nombre de huit — par le compositeur lui-même[12] (2017)
- Symphonie no 7 « Les Sept Portes de Jérusalem » (1996)
- Symphonie no 8 « Lieder der Vergänglichkeit » (2004-2005)

## Prix et distinctions (sélection)

### Prix
- Premier prix du concours de composition de Varsovie (1959)
- Prix Sibelius de Wihuri, 1983

### Honneurs
- Membre de l'Académie des arts de Berlin (1975)[13]
- Commandeur de l'ordre du Mérite de la République fédérale d'Allemagne (Großes Verdienstkreuz) (1990)
- Docteur honoris causa de l'université Jagellonne de Cracovie (1998)[14]
- Commandeur de l'ordre de Mérite du grand-duché de Luxembourg (2009)[15]

## Hommage
L’astéroïde (21059) Penderecki a été nommé en son honneur.

## Publication
- Labyrinthe du temps. Cinq leçons pour une fin de siècle, Montricher, 1999